# プレン

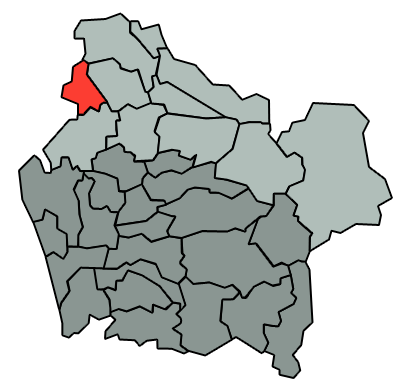
プレン

プレン（Purén）は、チリのラ・アラウカニア州マレコ県の都市。面積465km2、人口約17,000人。ビオビオ州とラ・アラウカニア州を跨ぐ山地の西側、首都サンティアゴの650 km南に位置する。経済は林業と農業に依存し、大きさと甘さに優れたホワイト・ストロベリーが特産。マプチェ族最大の居住地であったが、アラウカニア制圧作戦時に軍によって都市が形成された。最近、歴史に記されていないピラミッドが発見されている。